# Incisure claviculaire du manubrium sternal
Les incisures claviculaires du manubrium du sternum (ou facettes claviculaires du sternum ou échancrures claviculaires du sternum) sont les deux échancrures latérales situées sur le bord supérieur du manubrium sternal.

## Description
Les incisures claviculaires du manubrium du sternum sont orientées en haut et en dehors. Elle reçoivent des facettes articulaires en forme de selle convexe d'avant en arrière et concave tranversalement. Elles font partie des surfaces articulaires des articulations sterno-claviculaires.
Sur leur bord antérieur s'insère le ligament sterno-claviculaire antérieur et sur leur bord postérieur s'insère ligament sterno-claviculaire postérieur.